# Paloma Faith

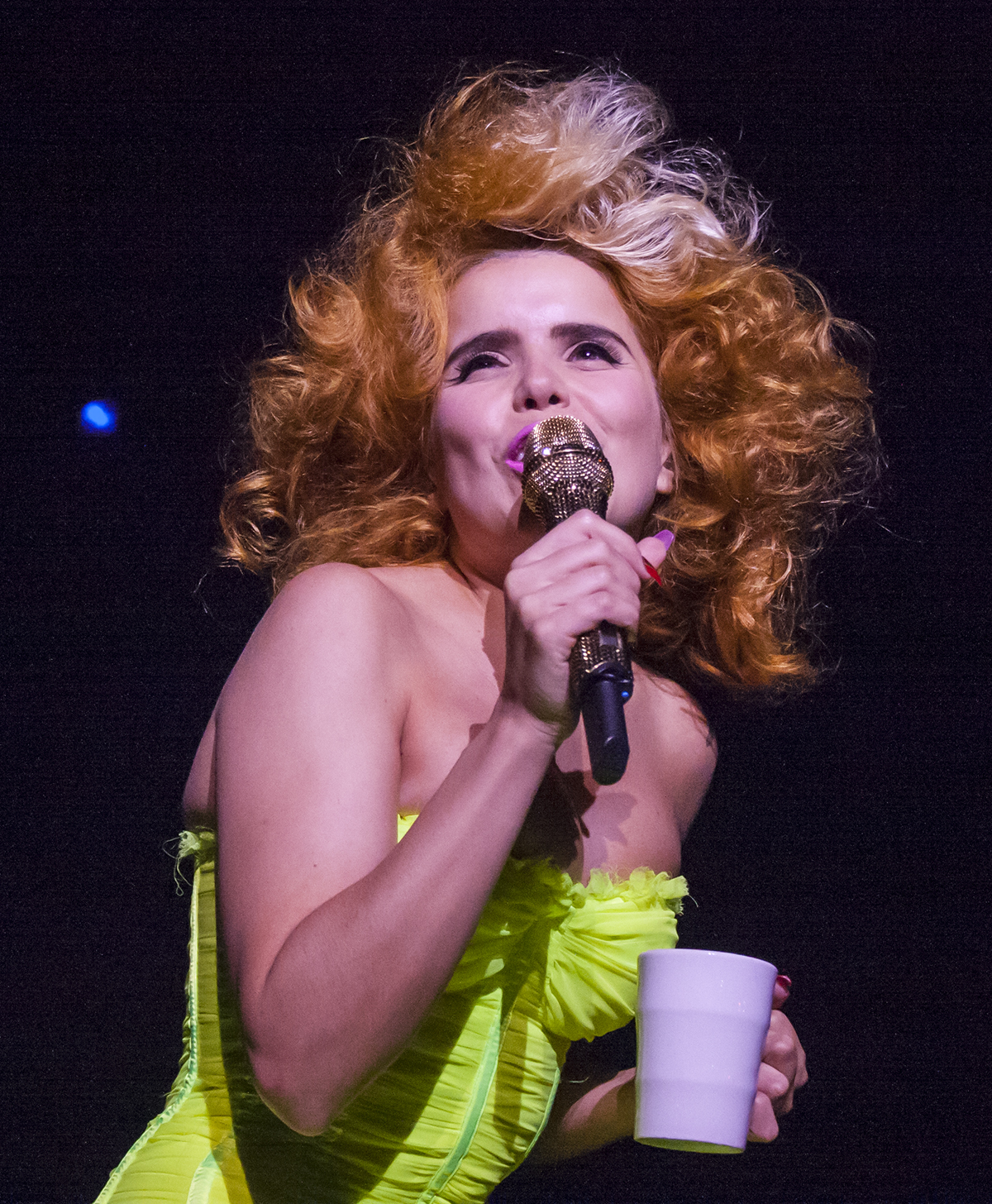
Paloma Faith (2013)

Paloma Faith, eigentlich Paloma Faith Blomfield (* 21. Juli 1981 in Hackney, London), ist eine englische Schauspielerin und Sängerin.

## Biografie
Paloma Faith hat eine Ausbildung als Jazzsängerin und Tänzerin und erwarb einen Master am St. Martins College in Theaterregie. Mit 18 trat sie unter anderem in Cabarets als Sängerin einer Coverband namens Paloma and the Penetrators und als Assistentin eines Zauberers auf, später wirkte sie in einem Burlesque-Theater mit.
In das Musikgeschäft kam sie durch einen Gelegenheitsjob in einem Dessousladen. Eine Kundin dort konnte ihr entsprechende Kontakte vermitteln. Ihr wurde auch angeboten, als Backgroundsängerin für Amy Winehouse zu arbeiten; sie zog jedoch eine eigenständige Karriere vor. Musikalisch reicht ihre Bandbreite vom Jazzpop der 1950er Jahre über den Motown-Soul bis zum Funk-Soul der 1970er. Bekannt wurde die Halbspanierin auch durch ihre extravaganten Bühnenshows, bei denen sie besonderen Wert auf Kostüme und Bühnendekoration legt. Über ihren Gesang urteilte Die Zeit, ihr Stil sei eine Mischung aus Jazz, Soul, Chanson und Glamour-Pop.
Ab 2006 spielte sie auch kleinere Rollen in Fernsehserien, größere Bekanntheit erlangte sie dann durch ihre Mitwirkung in Die Girls von St. Trinian (2007). Seit 2019 ist sie als blondierte Auftragskillerin zu sehen in der Epix-Serie Pennyworth über die Anfangsjahre von Alfred Pennyworth, einer Figur aus dem DC-Comics-Universum, der später Butler von Batman werden wird.
Mit dem Lied Stone Cold Sober hatte Paloma Faith im Sommer 2009 einen ersten Hit in ihrer Heimat, der äußerst erfolgreich im Radio lief und auch im Ausland Interesse fand. Im August und September 2009 wurde es in Australien und verschiedenen europäischen Ländern veröffentlicht. Größere Bekanntheit erlangte sie mit dem Song New York. Nach drei früheren Nominierungen für die Brit Awards wurde Faith 2015 als „Best British Female Solo Artist“ ausgezeichnet.

## Auszeichnungen
BRIT Awards
- 2015: British Female Solo Artist[6]

## Rezeption
„Weil er so schön ist, zunächst der Name: Paloma Faith. Ein treues Täubchen mit wankelmütiger Biografie. Wäscheverkäuferin, Bühnenassistentin eines Magiers, Burlesque-Auftritte, Sängerin durch Zufall. 24 Jahre alt, aus London. Erklärt das bereits ihren verruchten Zauber? Er duftet nach Varieté, nach einem Leben für die Show vor samtroten Vorhängen. So was gibt’s nicht mehr auf der Reeperbahn, nur noch im Kino, wenn Baz Luhrman die korsagierte Nicole Kidman im Moulin Rouge singen lässt. Oder wenn Dita von Teese im Champagnerglas strampelt“, schreibt Rabea Weihser 2009 als Auftakt zu ihrem Interview mit Paloma Faith in der Wochenzeitung Die Zeit. Und sie schließt mit der Beobachtung, Faith wisse, dass sie nur ein Produkt sei wie es ein Major Label alle Jahre wieder bräuchten: „Sie weiß, dass in ihrer Stimme Amy Winehouse und Duffy mitschwingen. Dass Lady Gagas Exzentrik ihr den Weg in die Charts bereitet hat.“

## Diskografie

### Studioalben
| Jahr | Titel                                         | Höchstplatzierung, Gesamtwochen, AuszeichnungChartplatzierungen (Jahr, Titel, Platzierungen, Wochen, Auszeichnungen, Anmerkungen) | Höchstplatzierung, Gesamtwochen, AuszeichnungChartplatzierungen (Jahr, Titel, Platzierungen, Wochen, Auszeichnungen, Anmerkungen) | Höchstplatzierung, Gesamtwochen, AuszeichnungChartplatzierungen (Jahr, Titel, Platzierungen, Wochen, Auszeichnungen, Anmerkungen) | Höchstplatzierung, Gesamtwochen, AuszeichnungChartplatzierungen (Jahr, Titel, Platzierungen, Wochen, Auszeichnungen, Anmerkungen) | Höchstplatzierung, Gesamtwochen, AuszeichnungChartplatzierungen (Jahr, Titel, Platzierungen, Wochen, Auszeichnungen, Anmerkungen) | Anmerkungen                              |
| Jahr | Titel                                         | DE | AT | CH | UK | US | Anmerkungen                              |
| ---- | --------------------------------------------- | --- | --- | --- | --- | --- | ---------------------------------------- |
| 2009 | Do You Want the Truth or Something Beautiful? | — | — | CH37 (3 Wo.)CH | UK9 ×2Doppelplatin · (122 Wo.)UK                                                                                                  | — | Erstveröffentlichung: 28. September 2009 |
| 2012 | Fall to Grace                                 | — | — | CH36 (2 Wo.)CH | UK2 ×2Doppelplatin · (70 Wo.)UK                                                                                                   | US170 (1 Wo.)US | Erstveröffentlichung: 28. Mai 2012       |
| 2014 | A Perfect Contradiction                       | — | — | CH91 (1 Wo.)CH | UK2 ×2Doppelplatin · (85 Wo.)UK                                                                                                   | US176 (1 Wo.)US | Erstveröffentlichung: 10. März 2014      |
| 2017 | The Architect                                 | — | — | — | UK1 Platin · (53 Wo.)UK | — | Erstveröffentlichung: 17. November 2017  |
| 2020 | Infinite Things                               | — | — | — | UK4 Silber · (9 Wo.)UK | — | Erstveröffentlichung: 13. November 2020  |
| 2024 | The Glorification of Sadness                  | — | — | — | UK2 (3 Wo.)UK | — | Erstveröffentlichung: 16. Februar 2024   |

### EPs
- 2010: iTunes Festival: London 2010

### Singles als Leadmusikerin
| Jahr | Titel Album                                                    | Höchstplatzierung, Gesamtwochen, AuszeichnungChartplatzierungen (Jahr, Titel, Album, Platzierungen, Wochen, Auszeichnungen, Anmerkungen) | Höchstplatzierung, Gesamtwochen, AuszeichnungChartplatzierungen (Jahr, Titel, Album, Platzierungen, Wochen, Auszeichnungen, Anmerkungen) | Höchstplatzierung, Gesamtwochen, AuszeichnungChartplatzierungen (Jahr, Titel, Album, Platzierungen, Wochen, Auszeichnungen, Anmerkungen) | Höchstplatzierung, Gesamtwochen, AuszeichnungChartplatzierungen (Jahr, Titel, Album, Platzierungen, Wochen, Auszeichnungen, Anmerkungen) | Höchstplatzierung, Gesamtwochen, AuszeichnungChartplatzierungen (Jahr, Titel, Album, Platzierungen, Wochen, Auszeichnungen, Anmerkungen) | Anmerkungen                                       |
| Jahr | Titel Album                                                    | DE | AT | CH | UK | US | Anmerkungen                                       |
| ---- | -------------------------------------------------------------- | --- | --- | --- | --- | --- | ------------------------------------------------- |
| 2009 | Stone Cold Sober Do You Want the Truth or Something Beautiful? | DE70 (3 Wo.)DE | — | CH36 (7 Wo.)CH | UK17 Silber · (6 Wo.)UK | — | Erstveröffentlichung: 15. Juni 2009               |
| 2009 | New York Do You Want the Truth or Something Beautiful?         | DE54 (5 Wo.)DE | — | CH15 (20 Wo.)CH | UK15 Gold · (22 Wo.)UK | — | Erstveröffentlichung: 13. September 2009          |
| 2009 | Do You Want the Truth or Something Beautiful?                  | — | — | — | UK64 (3 Wo.)UK | — | Erstveröffentlichung: 21. Dezember 2009           |
| 2010 | Upside Down Do You Want the Truth or Something Beautiful?      | — | — | — | UK55 Gold · (8 Wo.)UK | — | Erstveröffentlichung: 15. März 2010               |
| 2012 | Picking Up the Pieces Fall to Grace                            | — | — | — | UK7 Platin · (25 Wo.)UK | — | Erstveröffentlichung: 18. Mai 2012                |
| 2012 | 30 Minute Love Affair Fall to Grace                            | — | — | — | UK50 (6 Wo.)UK | — | Erstveröffentlichung: 10. August 2012             |
| 2012 | Just Be Fall to Grace                                          | — | — | — | UK66 Silber · (4 Wo.)UK | — | Erstveröffentlichung: August 2012                 |
| 2012 | Never Tear Us Apart Fall to Grace                              | — | — | — | UK16 Silber · (11 Wo.)UK | — | Erstveröffentlichung: 23. September 2012          |
| 2014 | Can’t Rely on You A Perfect Contradiction                      | — | — | — | UK10 Silber · (16 Wo.)UK | — | Erstveröffentlichung: 23. Februar 2014            |
| 2014 | Only Love Can Hurt Like This A Perfect Contradiction           | DE— a GoldDE | — | — | UK6 ×3Dreifachplatin · (52 Wo.)UK | — | Erstveröffentlichung: 11. Mai 2014                |
| 2014 | Ready for the Good Life A Perfect Contradiction                | — | — | — | UK68 (1 Wo.)UK | — | Erstveröffentlichung: 9. November 2014            |
| 2017 | Crybaby The Architect                                          | — | — | — | UK36 Silber · (13 Wo.)UK | — | Erstveröffentlichung: 1. September 2017           |
| 2018 | ’Til I’m Done The Architect                                    | — | — | — | UK95 (1 Wo.)UK | — | Erstveröffentlichung: 2. Februar 2018             |
| 2018 | Make Your Own Kind of Music The Architect (Zeitgeist Edition)  | — | — | — | UK28 Gold · (10 Wo.)UK | — | Erstveröffentlichung: 22. Februar 2018            |
| 2018 | Lullaby Brighter Days                                          | DE90 (1 Wo.)DE | AT— GoldAT | CH52 (2 Wo.)CH | UK6 ×2Doppelplatin · (27 Wo.)UK | — | Erstveröffentlichung: 23. Februar 2018 mit Sigala |

Weitere Singles
- 2010: Smoke & Mirrors
- 2013: Black & Blue
- 2014: Trouble with My Baby
- 2015: Beauty Remains
- 2017: Guilty
- 2018: Warrior
- 2020: Mistakes (mit Jonas Blue)
- 2020: Better Than This
- 2020: Gold
- 2021: Monster
- 2023: How You Leave a Man

### Singles als Gastmusikerin
| Jahr | Titel Album   | Höchstplatzierung, Gesamtwochen, AuszeichnungChartplatzierungen (Jahr, Titel, Album, Platzierungen, Wochen, Auszeichnungen, Anmerkungen) | Höchstplatzierung, Gesamtwochen, AuszeichnungChartplatzierungen (Jahr, Titel, Album, Platzierungen, Wochen, Auszeichnungen, Anmerkungen) | Höchstplatzierung, Gesamtwochen, AuszeichnungChartplatzierungen (Jahr, Titel, Album, Platzierungen, Wochen, Auszeichnungen, Anmerkungen) | Höchstplatzierung, Gesamtwochen, AuszeichnungChartplatzierungen (Jahr, Titel, Album, Platzierungen, Wochen, Auszeichnungen, Anmerkungen) | Höchstplatzierung, Gesamtwochen, AuszeichnungChartplatzierungen (Jahr, Titel, Album, Platzierungen, Wochen, Auszeichnungen, Anmerkungen) | Anmerkungen                                                       |
| Jahr | Titel Album   | DE | AT | CH | UK | US | Anmerkungen                                                       |
| ---- | ------------- | --- | --- | --- | --- | --- | ----------------------------------------------------------------- |
| 2014 | Changing Life | DE87 (5 Wo.)DE | AT32 (8 Wo.)AT | — | UK1 ×2Doppelplatin · (34 Wo.)UK | — | Erstveröffentlichung: 14. September 2014 Sigma feat. Paloma Faith |

Weitere Gastbeiträge
- 2014: Keep Moving (Adam Deacon & Bashy feat. Paloma Faith)
- 2017: Bridge over Troubled Water (mit Artists for Grenfell)
- 2017: Roots (Grace Davies feat. Paloma Faith)

## Auszeichnungen für Musikverkäufe
| Goldene Schallplatte - Australien - 2014: für das Album A Perfect Contradiction - 2014: für die Single Changing - Dänemark - 2022: für die Single Only Love Can Hurt Like This - Griechenland - 2022: für die Single Only Love Can Hurt Like This - Italien - 2019: für die Single Lullaby - 2023: für die Single Only Love Can Hurt Like This - Portugal - 2022: für die Single Only Love Can Hurt Like This | Platin-Schallplatte - Kanada - 2023: für die Single Lullaby - Neuseeland - 2022: für das Album A Perfect Contradiction - 2022: für die Single Changing - Polen - 2018: für die Single Lullaby - Spanien - 2024: für die Single Only Love Can Hurt Like This 5× Goldene Schallplatte - Mexiko - 2023: für die Single Only Love Can Hurt Like This 4× Platin-Schallplatte - Australien - 2017: für die Single Only Love Can Hurt Like This - Neuseeland - 2024: für die Single Only Love Can Hurt Like This |

Anmerkung: Auszeichnungen in Ländern aus den Charttabellen bzw. Chartboxen sind in ebendiesen zu finden.
| Land/RegionAuszeichnungen für Musikverkäufe (Land/Region, Auszeichnungen, Verkäufe, Quellen) | Silber     | Gold       | Platin       | Verkäufe  | Quellen              |
| -------------------------------------------------------------------------------------------- | ---------- | ---------- | ------------ | --------- | -------------------- |
| Australien (ARIA)                                                                            | —          | 2× Gold2   | 4× Platin4   | 350.000   | aria.com.au          |
| Dänemark (IFPI)                                                                              | —          | Gold1      | —            | 45.000    | ifpi.dk              |
| Deutschland (BVMI)                                                                           | —          | Gold1      | —            | 300.000   | musikindustrie.de    |
| Griechenland (IFPI)                                                                          | —          | Gold1      | —            | 10.000    | Einzelnachweise      |
| Italien (FIMI)                                                                               | —          | 2× Gold2   | —            | 75.000    | fimi.it              |
| Kanada (MC)                                                                                  | —          | —          | Platin1      | 80.000    | musiccanada.com      |
| Mexiko (AMPROFON)                                                                            | —          | Gold1      | 2× Platin2   | 150.000   | amprofon.com.mx      |
| Neuseeland (RMNZ)                                                                            | —          | —          | 6× Platin6   | 165.000   | radioscope.co.nz NZ2 |
| Österreich (IFPI)                                                                            | —          | Gold1      | —            | 15.000    | ifpi.at              |
| Polen (ZPAV)                                                                                 | —          | —          | Platin1      | 20.000    | olis.pl              |
| Portugal (AFP)                                                                               | —          | Gold1      | —            | 5.000     | Einzelnachweise      |
| Spanien (Promusicae)                                                                         | —          | —          | Platin1      | 60.000    | elportaldemusica.es  |
| Vereinigtes Königreich (BPI)                                                                 | 6× Silber6 | 3× Gold3   | 15× Platin15 | 9.160.000 | bpi.co.uk            |
| Insgesamt                                                                                    | 6× Silber6 | 13× Gold13 | 30× Platin30 |           |                      |

## Filmografie
- 2006: Mayo (Fernsehserie, Folge 1x06)
- 2007: Holby Blue (Fernsehserie, Folge 1x07)
- 2007: Dogface (Fernsehserie, Folge 1x04)
- 2007: Die Girls von St. Trinian (St. Trinian's)
- 2009: Das Kabinett des Doktor Parnassus (The Imaginarium of Doctor Parnassus)
- 2009: Dread
- 2009, 2011: Never Mind the Buzzcocks (Fernsehshow, zwei Folgen)
- 2010: Coming Up (Fernsehserie, Folge „I Don’t Care“)
- 2010: Discovering Lennon (Fernsehdokumentationsserie)
- 2012: A Nice Touch (Kurzfilm)
- 2013: Blandings (Fernsehserie, Folge 1x04)
- 2015: Ewige Jugend (Youth)
- 2015: Peter & Wendy (Fernsehfilm)
- 2019–2022: Pennyworth (Fernsehserie)